# Super Bowl XLV
Super Bowl XLV was de 45ste editie van de Super Bowl, een Americanfootballwedstrijd tussen de kampioenen van de National Football Conference en de American Football Conference waarin bepaald werd wie de absolute kampioen is van de National Football League voor het seizoen van 2010. Namens de NFC speelden de Green Bay Packers en namens AFC de Pittsburgh Steelers.
In de eerste helft nam Green Bay een voorsprong door twee fouten in de aanval van Pittsburgh. De tweede helft was spannend en liep Pittsburgh tot drie punten in.
De wedstrijd werd gespeeld op 6 februari 2011 in het Cowboys Stadium te Arlington, Texas.

## Play-offs
Play-offs gespeeld na het reguliere seizoen.
| Geplaatste teams | Geplaatste teams                    | Geplaatste teams                   |
| Plaats           | AFC                                 | NFC                                |
| ---------------- | ----------------------------------- | ---------------------------------- |
| 1                | New England Patriots (Oost-winnaar) | Atlanta Falcons (Zuid-winnaar)     |
| 2                | Pittsburgh Steelers (Noord-winnaar) | Chicago Bears (Noord-winnaar)      |
| 3                | Indianapolis Colts (Zuid-winnaar)   | Philadelphia Eagles (Oost-winnaar) |
| 4                | Kansas City Chiefs (West-winnaar)   | Seattle Seahawks (West-winnaar)    |
| 5                | Baltimore Ravens                    | New Orleans Saints                 |
| 6                | New York Jets                       | Green Bay Packers                  |

|  | Wildcard Play-offs              | Wildcard Play-offs              |                           |                      | Divisional Play-offs   | Divisional Play-offs   |                         |                         | NFC & AFC Championships | NFC & AFC Championships |  |  | Super Bowl XLV | Super Bowl XLV |
|  |                                 |                                 |                           |                      |                        |                        |                         |                         |                         |                         |  |  |                |                |
|  | Qwest Field, 8 jan.             | Qwest Field, 8 jan.             |                           |                      | Soldier Field, 16 jan. | Soldier Field, 16 jan. |                         |                         |                         |                         |  |  |                |                |
|  | Qwest Field, 8 jan.             | Qwest Field, 8 jan.             | Soldier Field, 23 jan.    |                      | Soldier Field, 16 jan. | Soldier Field, 16 jan. |                         |                         |                         |                         |  |  |                |                |
|  | Qwest Field, 8 jan.             | Qwest Field, 8 jan.             | Chicago Bears             | 35                   |                        |                        |                         |                         |                         |                         |  |  |                |                |
|  | Seattle Seahawks                | 41                              | Chicago Bears             | 35                   |                        |                        |                         |                         |                         |                         |  |  |                |                |
|  | Seattle Seahawks                | 41                              |                           | Seattle Seahawks     | 24                     |                        |                         |                         |                         |                         |  |  |                |                |
|  | New Orleans Saints              | 36                              |                           | Seattle Seahawks     | 24                     | Chicago Bears          | 14                      |                         |                         |                         |  |  |                |                |
|  | New Orleans Saints              | 36                              | Georgia Dome, 15 jan.     |                      |                        | Chicago Bears          | 14                      |                         |                         |                         |  |  |                |                |
|  | Lincoln Financial Field, 9 jan. | Lincoln Financial Field, 9 jan. |                           | Green Bay Packers    | 21                     |                        | Cowboys Stadium, 6 feb. | Cowboys Stadium, 6 feb. |                         |                         |  |  |                |                |
|  | Lincoln Financial Field, 9 jan. | Lincoln Financial Field, 9 jan. | Atlanta Falcons           | Green Bay Packers    | 21                     | 21                     | Cowboys Stadium, 6 feb. | Cowboys Stadium, 6 feb. |                         |                         |  |  |                |                |
|  | Philadelphia Eagles             | 16                              | Atlanta Falcons           |                      |                        | 21                     | Cowboys Stadium, 6 feb. | Cowboys Stadium, 6 feb. |                         |                         |  |  |                |                |
|  | Philadelphia Eagles             | 16                              |                           | Green Bay Packers    | 48                     |                        | Cowboys Stadium, 6 feb. | Cowboys Stadium, 6 feb. |                         |                         |  |  |                |                |
|  | Green Bay Packers               | 21                              |                           | Green Bay Packers    | 48                     | Green Bay Packers      | 31                      |                         |                         |                         |  |  |                |                |
|  | Green Bay Packers               | 21                              | Heinz Field, 15 jan.      |                      |                        | Green Bay Packers      | 31                      |                         |                         |                         |  |  |                |                |
|  | Arrowhead Stadium, 9 jan.       | Arrowhead Stadium, 9 jan.       | Heinz Field, 23 jan.      | Heinz Field, 23 jan. |                        | Pittsburgh Steelers    | 25                      |                         |                         |                         |  |  |                |                |
|  | Arrowhead Stadium, 9 jan.       | Arrowhead Stadium, 9 jan.       | Heinz Field, 23 jan.      | Heinz Field, 23 jan. | Pittsburgh Steelers    | Pittsburgh Steelers    | 25                      | 31                      |                         |                         |  |  |                |                |
|  | Kansas City Chiefs              | 7                               | Heinz Field, 23 jan.      | Heinz Field, 23 jan. | Pittsburgh Steelers    |                        |                         | 31                      |                         |                         |  |  |                |                |
|  | Kansas City Chiefs              | 7                               | Heinz Field, 23 jan.      | Heinz Field, 23 jan. |                        | Baltimore Ravens       | 24                      |                         |                         |                         |  |  |                |                |
|  | Baltimore Ravens                | 30                              |                           | Pittsburgh Steelers  | 24                     | Baltimore Ravens       | 24                      |                         |                         |                         |  |  |                |                |
|  | Baltimore Ravens                | 30                              | Gillette Stadium, 16 jan. | Pittsburgh Steelers  | 24                     |                        |                         |                         |                         |                         |  |  |                |                |
|  | Lucas Oil Stadium, 8 jan.       | Lucas Oil Stadium, 8 jan.       |                           | New York Jets        | 19                     |                        |                         |                         |                         |                         |  |  |                |                |
|  | Lucas Oil Stadium, 8 jan.       | Lucas Oil Stadium, 8 jan.       | New England Patriots      | New York Jets        | 19                     | 21                     |                         |                         |                         |                         |  |  |                |                |
|  | Indianapolis Colts              | 16                              | New England Patriots      |                      |                        | 21                     |                         |                         |                         |                         |  |  |                |                |
|  | Indianapolis Colts              | 16                              |                           | New York Jets        | 28                     |                        |                         |                         |                         |                         |  |  |                |                |
|  | New York Jets                   | 17                              |                           | New York Jets        | 28                     |                        |                         |                         |                         |                         |  |  |                |                |
|  | New York Jets                   | 17                              |                           |                      |                        |                        |                         |                         |                         |                         |  |  |                |                |